# Zembla
Zembla est une série de bande dessinée publiée de 1963 à 1994 dans le périodique du même nom et de 1964 à 2003 dans Spécial Zembla. Son héros éponyme est un tarzanide qui passe son temps à combattre et vaincre divers malfaiteurs pour faire triompher le bien aussi bien dans la jungle qu'en ville. Créée par le cofondateur des éditions Lug Marcel Navarro pour concurrencer Akim des éditions Aventures et Voyages, elle a été animée par des auteurs italiens ou français.

## Les origines
C'est l'artiste Augusto Pedrazza qui donna vie sur le papier à ce Tarzanide sous l'impulsion de Marcel Navarro, créé pour rivaliser avec le personnage italien Akim créé lui aussi par Pedrazza. Au bout de quelques épisodes, Franco Oneta prend la relève car Pedrazza ne peut pas assurer le dessin d'Akim et Zembla simultanément. Zembla devient rapidement l'un des plus gros succès de Lug jusque dans les années 80 où la montée en puissance des publications Marvel condamne le personnage aux rééditions[réf. nécessaire].

## Les personnages
Dans la version originale, les amis de Zembla sont : 
- Rasmus, un prestidigitateur en habit de frac, coiffé d'un haut-de-forme, parodie de Mandrake ; il loupe tous ses tours de passe-passe. Parfois, il porte une cape rouge d'un côté et noire de l'autre ; malgré cette partie en rouge, il lui arrive souvent d'écouter une conversation derrière un buisson sans se faire remarquer. L'une de ses répliques préférées est purée de nous autres, et il s'exclame souvent « Funérailles ! ».

- Yéyé, un enfant noir avec un casque marqué MP (signifiant Military Police) ; son tic-tac (un réveille-matin accroché en collier) est une arme redoutable, mais il peut arriver qu'il sonne à un moment inadéquat. L'un de ses jurons préférés est « Par saint Frusquin ! ».

- Pétoulet (un kangourou), grand amateur de fruits ; bien qu'il ne mange pas de viande, il aide Zembla à chasser pour nourrir leur petite troupe.

- Satanas (un chat sauvage, peut-être un serval). Il est toujours affamé, rêvant de chasser de « grassouillettes gazelles » ; il se met fréquemment en colère contre Rasmus, Pétoulet ou Yéyé, mais il est prêt à donner sa vie pour eux sans l'ombre d'une hésitation. L'un de ses jurons préférés est « Par Astaroth ! ».

- Bwana, un lion placide faisant figure de sage. « Bwana » est un terme swahili signifiant « Maître »  ou « Monsieur » ; il est probable que les auteurs de Zembla l'ont pris en se basant sur les livres de Edgar Rice Burroughs relatant les aventures de Tarzan. Dans la série des années 1970, lorsqu'on le voit en couleur, sa crinière est représentée de la même couleur que celle d'un lion ordinaire. Par contre, dans le texte de cette bande dessinée, il est indiqué que sa crinière est blanche. Dans la nouvelle série, il est représenté  avec une crinière blanche.

- Takuba, la reine de la tribu des Gombars ; elle se met souvent en colère contre Rasmus ; elle compte épouser Zembla qui est tout sauf d'accord. Le nom de Takuba (Takuba) correspond à une épée du Sahel

Par rapport aux autres Tarzanides, Zembla se différencie par une espèce de bretelle sur son short : la bretelle et le short sont en un seul morceau découpé dans la peau d'un léopard, tué en combat singulier.

## Le nouveau Zembla
La série originale fut publiée sans interruption jusqu'aux années 1980. C'est en 2000 que Semic le réintroduit pour de nouvelles aventures. Apparaissent alors de nouveaux personnages, des ennemis récurrents et le héros y gagne même une identité classique. Initié Par Thierry Mornet et Jean-Marc Lofficier, c'est Chris Malgrain qui réalisera le premier nouvel épisode. Ce retour donne à la série un côté "comics" très marqué.
Zembla s'appelle dès lors Pierre Marais, son surnom signifiant « L'homme-lion ». Il a la double nationalité française et du Karunda (pays imaginaire situé en Afrique équatorienne), fils de Paul Marais et d'Ula. Son grand-père maternel s'appelle Naghar.
Ses nouveaux amis sont Joanni Bourask, Mozam, Antales et Frank Universal et sont tous issus du catalogue de personnages Lug (aussi appelé Semic Verse puis Lug Universe). Ses aventures l'amènent fréquemment à rencontrer des savants fous, des apprentis maîtres du monde, des extra-terrestres, des sorciers et à explorer des civilisations perdues. Ses ennemis comptent notamment Karl Jäger, Kaifar, Boor, Mohor d'Anthar, Baroud, Horace Dayvil et Rod Zey.
En 2002, il y eut un crossover de Zembla et Kabur.

## Revues
- Spécial Kiwi N° 15 : première aventure de Zembla (juin 1963)
- Zembla :  479 numéros de juillet 1963 à décembre 1994.
  - 1-199 aventures inédites (1963-1973)
  - 200-297 aventures inédites et rééditions en alternance (1973-1979)
  - 298-479 rééditions (1979-1994)
- Spécial Zembla : 175 numéros de juin 1964 à novembre 2003.
  - 1-68 aventures inédites
  - 69-151 rééditions
  - 152-175 le nouveau Zembla + rééditions

## Album
- La naissance de Zembla, par Franco Oneta, éd. La Vache Qui Médite 2009 (récit paru dans Spécial Zembla no 33 en 1972).